# Molí paperer del Mas Magrinyà
El Molí paperer del Mas Magrinyà és una obra de Marçà (Priorat) inclosa a l'Inventari del Patrimoni Arquitectònic de Catalunya.

## Descripció
Massís edifici de planta rectangular, bastit de maçoneria i obra vistes amb reforç de carreu als angles i cobert per teulada a dues vessants; de soterrani, planta i golfes. S'hi accedeix per escala i porta pel costat de llevant. La façana que dona a la carretera disposa de dues finestrelles i una finestra amb arc rebaixat al soterrani, cinc finestres al pis i vuit a les golfes. Pel costat oposat, encara a la riera de Marçà, hi ha la conducció de l'aigua i dos petits arquets a manera de contraforts del mur.

## Història
Malgrat que situat al terme de Colldejou, al Baix Camp, el mas Magrinyà, a causa de la seva proximitat, ha tingut sempre la seva relació amb el poble de Marçà. Això no obstant, el molí paperer que li pertany és situat dins el terme d'aquell darrer poble, a l'altre costat del barranc de Marçà, que parteix del terme.
Sense dades que ho confirmin, cal situar l'edifici en qüestió cap al segle xviii, el qual deixà de ser utilitzat a les darreries del segle passat i convertit en edifici auxiliar.